# Coupe de la CEV masculine 1997-1998
Navigation
Édition précédente Édition suivante
La Coupe de la CEV masculine 1997-1998 est la 18e édition de la Coupe de la CEV.

## Tour qualificatif

### Deuxième tour

#### Tournoi 1
| # | Équipe                | Pts | J | G | P | Sp | Sc | Ratio | Pp  | Pc  | Ratio |
| - | --------------------- | --- | - | - | - | -- | -- | ----- | --- | --- | ----- |
| 1 | Montpellier UC        | 6   | 3 | 3 | 0 | 9  | 2  | 4.5   | 160 | 107 | 1.495 |
| 2 | Panathinaikos Athènes | 5   | 3 | 2 | 1 | 6  | 3  | 2     | 119 | 90  | 1.322 |
| 3 | HVB Zonhoven          | 4   | 3 | 1 | 2 | 5  | 6  | 0.833 | 149 | 132 | 1.129 |
| 4 | Paphiakos Paphos      | 3   | 3 | 0 | 3 | 0  | 9  | 0     | 36  | 135 | 0.267 |

| Date     | Match                                    | Résultat | Sets  | Sets  | Sets  | Sets  | Sets  | Total Points |
| Date     | Match                                    | Résultat | 1     | 2     | 3     | 4     | 5     | Total Points |
| -------- | ---------------------------------------- | -------- | ----- | ----- | ----- | ----- | ----- | ------------ |
| 28.11.97 | Montpellier UC - Panathinaikos Athènes   | 3 - 0    | 15-9  | 15-8  | 15-10 | -     | -     | 45-27        |
| 28.11.97 | HVB Zonhoven - Paphiakos Paphos          | 3 - 0    | 15-4  | 15-4  | 15-7  | -     | -     | 45-15        |
| 29.11.97 | Paphiakos Paphos - Panathinaikos Athènes | 0 - 3    | 5-15  | 3-15  | 4-15  | -     | -     | 12-45        |
| 29.11.97 | Montpellier UC - HVB Zonhoven            | 3 - 2    | 15-13 | 10-15 | 16-14 | 13-15 | 16-14 | 70-71        |
| 30.11.97 | Paphiakos Paphos - Montpellier UC        | 0 - 3    | 3-15  | 5-15  | 1-15  | -     | -     | 9-45         |
| 30.11.97 | Panathinaikos Athènes - HVB Zonhoven     | 3 - 0    | 17-16 | 15-7  | 15-10 | -     | -     | 47-33        |

#### Tournoi 2
| # | Équipe                      | Pts | J | G | P | Sp | Sc | Ratio | Pp  | Pc  | Ratio |
| - | --------------------------- | --- | - | - | - | -- | -- | ----- | --- | --- | ----- |
| 1 | Crvena Zvezda Galax Beograd | 6   | 3 | 3 | 0 | 9  | 1  | 9     | 150 | 99  | 1.515 |
| 2 | Maccabi Tel-Aviv            | 5   | 3 | 2 | 1 | 7  | 5  | 1.4   | 162 | 148 | 1.095 |
| 3 | Moerser SC                  | 4   | 3 | 1 | 2 | 4  | 6  | 0.667 | 119 | 125 | 0.952 |
| 4 | Explorari Baia Mari         | 3   | 3 | 0 | 3 | 1  | 9  | 0.111 | 89  | 148 | 0.601 |

| Date     | Match                                             | Résultat | Sets  | Sets  | Sets  | Sets  | Sets | Total Points |
| Date     | Match                                             | Résultat | 1     | 2     | 3     | 4     | 5    | Total Points |
| -------- | ------------------------------------------------- | -------- | ----- | ----- | ----- | ----- | ---- | ------------ |
| 28.11.97 | Moerser SC - Explorari Baia Mari                  | 3 - 0    | 15-7  | 15-12 | 15-4  | -     | -    | 45-23        |
| 28.11.97 | Crvena Zvezda Galax Beograd - Maccabi Tel-Aviv    | 3 - 1    | 15-13 | 14-16 | 15-8  | 15-11 | -    | 59-48        |
| 29.11.97 | Maccabi Tel-Aviv - Explorari Baia Mari            | 3 - 1    | 15-11 | 13-15 | 15-11 | 15-6  | -    | 58-43        |
| 29.11.97 | Crvena Zvezda Galax Beograd - Moerser SC          | 3 - 0    | 16-14 | 15-3  | 15-11 | -     | -    | 46-28        |
| 30.11.97 | Explorari Baia Mari - Crvena Zvezda Galax Beograd | 0 - 3    | 9-15  | 5-15  | 9-15  | -     | -    | 23-45        |
| 30.11.97 | Moerser SC - Maccabi Tel-Aviv                     | 1 - 3    | 8-15  | 8-15  | 15-9  | 15-17 | -    | 46-56        |

#### Tournoi 3
| # | Équipe               | Pts | J | G | P | Sp | Sc | Ratio | Pp  | Pc  | Ratio |
| - | -------------------- | --- | - | - | - | -- | -- | ----- | --- | --- | ----- |
| 1 | Paris Lodon Salzburg | 6   | 3 | 3 | 0 | 9  | 1  | 9     | 148 | 75  | 1.973 |
| 2 | Elcond Zalău         | 5   | 3 | 2 | 1 | 7  | 3  | 2.333 | 137 | 92  | 1.489 |
| 3 | Volley Bartreng      | 4   | 3 | 1 | 2 | 3  | 8  | 0.375 | 91  | 151 | 0.603 |
| 4 | En Paralimni         | 3   | 3 | 0 | 3 | 2  | 9  | 0.222 | 88  | 146 | 0.603 |

| Date     | Match                                  | Résultat | Sets  | Sets  | Sets | Sets  | Sets  | Total Points |
| Date     | Match                                  | Résultat | 1     | 2     | 3    | 4     | 5     | Total Points |
| -------- | -------------------------------------- | -------- | ----- | ----- | ---- | ----- | ----- | ------------ |
| 28.11.97 | Elcond Zalău - En Paralimni            | 3 - 0    | 15-6  | 15-3  | 15-6 | -     | -     | 45-15        |
| 28.11.97 | Volley Bartreng - Paris Lodon Salzburg | 0 - 3    | 4-15  | 6-15  | 6-15 | -     | -     | 16-45        |
| 29.11.97 | Paris Lodon Salzburg - En Paralimni    | 3 - 0    | 15-3  | 15-5  | 15-4 | -     | -     | 45-12        |
| 29.11.97 | Volley Bartreng - Elcond Zalău         | 0 - 3    | 3-15  | 8-15  | 8-15 | -     | -     | 19-45        |
| 30.11.97 | En Paralimni - Volley Bartreng         | 2 - 3    | 15-7  | 9-15  | 8-15 | 15-3  | 14-16 | 61-56        |
| 30.11.97 | Paris Lodon Salzburg - Elcond Zalău    | 3 - 1    | 13-15 | 15-10 | 15-9 | 15-13 | -     | 58-47        |

#### Tournoi 4
| # | Équipe                     | Pts | J | G | P | Sp | Sc | Ratio | Pp  | Pc  | Ratio |
| - | -------------------------- | --- | - | - | - | -- | -- | ----- | --- | --- | ----- |
| 1 | Mostostal-Azoty Kędzierzyn | 6   | 3 | 3 | 0 | 9  | 2  | 4.5   | 148 | 108 | 1.37  |
| 2 | Pauk Veronika Zupanja      | 5   | 3 | 2 | 1 | 6  | 5  | 1.2   | 144 | 138 | 1.043 |
| 3 | Nesselande Rotterdam       | 4   | 3 | 1 | 2 | 7  | 6  | 1.167 | 174 | 130 | 1.338 |
| 4 | Volley 80 Pétange          | 3   | 3 | 0 | 3 | 0  | 9  | 0     | 45  | 135 | 0.333 |

| Date     | Match                                              | Résultat | Sets  | Sets  | Sets  | Sets  | Sets  | Total Points |
| Date     | Match                                              | Résultat | 1     | 2     | 3     | 4     | 5     | Total Points |
| -------- | -------------------------------------------------- | -------- | ----- | ----- | ----- | ----- | ----- | ------------ |
| 28.11.97 | Nesselande Rotterdam - Volley 80 Pétange           | 3 - 0    | 15-1  | 15-5  | 15-4  | -     | -     | 45-10        |
| 28.11.97 | Mostostal-Azoty Kędzierzyn - Pauk Veronika Zupanja | 3 - 0    | 15-13 | 15-13 | 15-11 | -     | -     | 45-37        |
| 29.11.97 | Nesselande Rotterdam - Mostostal-Azoty Kędzierzyn  | 2 - 3    | 9-15  | 12-15 | 15-4  | 15-9  | 10-15 | 61-58        |
| 29.11.97 | Pauk Veronika Zupanja - Volley 80 Pétange          | 3 - 0    | 15-9  | 15-3  | 15-13 | -     | -     | 45-25        |
| 30.11.97 | Pauk Veronika Zupanja - Nesselande Rotterdam       | 3 - 2    | 5-15  | 15-11 | 11-15 | 16-14 | 15-13 | 62-68        |
| 30.11.97 | Volley 80 Pétange - Mostostal-Azoty Kędzierzyn     | 0 - 3    | 1-15  | 3-15  | 6-15  | -     | -     | 16711        |

#### Tournoi 5
| # | Équipe              | Pts | J | G | P | Sp | Sc | Ratio | Pp  | Pc  | Ratio |
| - | ------------------- | --- | - | - | - | -- | -- | ----- | --- | --- | ----- |
| 1 | Slavia Sofia        | 6   | 3 | 3 | 0 | 9  | 0  | MAX   | 135 | 55  | 2.455 |
| 2 | Ribnica Kraljevo    | 5   | 3 | 2 | 1 | 6  | 3  | 2     | 113 | 88  | 1.284 |
| 3 | Strumica Strumica   | 4   | 3 | 1 | 2 | 3  | 7  | 0.429 | 101 | 137 | 0.737 |
| 4 | Puntigamer Aich-Dob | 3   | 3 | 0 | 3 | 1  | 9  | 0.111 | 77  | 146 | 0.527 |

| Date     | Match                                   | Résultat | Sets  | Sets  | Sets  | Sets | Sets | Total Points |
| Date     | Match                                   | Résultat | 1     | 2     | 3     | 4    | 5    | Total Points |
| -------- | --------------------------------------- | -------- | ----- | ----- | ----- | ---- | ---- | ------------ |
| 28.11.97 | Strumica Strumica - Ribnica Kraljevo    | 0 - 3    | 14-16 | 12-15 | 4-15  | -    | -    | 30-46        |
| 28.11.97 | Slavia Sofia - Puntigamer Aich-Dob      | 3 - 0    | 15-5  | 15-3  | 15-10 | -    | -    | 45-18        |
| 29.11.97 | Puntigamer Aich-Dob - Ribnica Kraljevo  | 0 - 3    | 2-15  | 7-15  | 4-15  | -    | -    | 13-45        |
| 29.11.97 | Slavia Sofia - Strumica Strumica        | 3 - 0    | 15-5  | 15-4  | 15-6  | -    | -    | 45-15        |
| 30.11.97 | Strumica Strumica - Puntigamer Aich-Dob | 3 - 1    | 15-13 | 11-15 | 15-11 | 15-7 | -    | 56-46        |
| 30.11.97 | Ribnica Kraljevo - Slavia Sofia         | 0 - 3    | 6-15  | 5-15  | 11-15 | -    | -    | 22-45        |

#### Tournoi 6
| # | Équipe          | Pts | J | G | P | Sp | Sc | Ratio | Pp  | Pc  | Ratio |
| - | --------------- | --- | - | - | - | -- | -- | ----- | --- | --- | ----- |
| 1 | Dorozhnyk Odesa | 6   | 3 | 3 | 0 | 9  | 1  | 9     | 143 | 96  | 1.49  |
| 2 | CSKA Moscou     | 5   | 3 | 2 | 1 | 7  | 4  | 1.75  | 144 | 126 | 1.143 |
| 3 | MTV Näfels      | 4   | 3 | 1 | 2 | 3  | 6  | 0.5   | 104 | 114 | 0.912 |
| 4 | OK Varazdin     | 3   | 3 | 0 | 3 | 1  | 9  | 0.111 | 87  | 142 | 0.613 |

| Date     | Match                         | Résultat | Sets  | Sets  | Sets  | Sets  | Sets | Total Points |
| Date     | Match                         | Résultat | 1     | 2     | 3     | 4     | 5    | Total Points |
| -------- | ----------------------------- | -------- | ----- | ----- | ----- | ----- | ---- | ------------ |
| 28.11.97 | OK Varazdin - MTV Näfels      | 0 - 3    | 4-15  | 12-15 | 6-15  | -     | -    | 22-45        |
| 28.11.97 | CSKA Moscou - Dorozhnyk Odesa | 1 - 3    | 15-8  | 11-15 | 8-15  | 11-15 | -    | 45-53        |
| 29.11.97 | Dorozhnyk Odesa - OK Varazdin | 3 - 0    | 15-11 | 15-8  | 15-12 | -     | -    | 45-31        |
| 29.11.97 | MTV Näfels - CSKA Moscou      | 0 - 3    | 13-15 | 15-17 | 11-15 | -     | -    | 39-47        |
| 30.11.97 | Dorozhnyk Odesa - MTV Näfels  | 3 - 0    | 15-4  | 15-11 | 15-5  | -     | -    | 45-20        |
| 30.11.97 | OK Varazdin - CSKA Moscou     | 1 - 3    | 5-15  | 13-15 | 15-7  | 1-15  | -    | 34-52        |

#### Tournoi 7
| # | Équipe          | Pts | J | G | P | Sp | Sc | Ratio | Pp  | Pc  | Ratio |
| - | --------------- | --- | - | - | - | -- | -- | ----- | --- | --- | ----- |
| 1 | AVC Orestias    | 6   | 3 | 3 | 0 | 9  | 1  | 9     | 150 | 58  | 2.586 |
| 2 | Dinamo Lugansk  | 5   | 3 | 2 | 1 | 6  | 3  | 2     | 104 | 85  | 1.224 |
| 3 | Gentofte Volley | 4   | 3 | 1 | 2 | 4  | 8  | 0.5   | 112 | 174 | 0.644 |
| 4 | Vasas Budapest  | 3   | 3 | 0 | 3 | 2  | 9  | 0.222 | 105 | 154 | 0.682 |

| Date     | Match                            | Résultat | Sets  | Sets  | Sets  | Sets  | Sets  | Total Points |
| Date     | Match                            | Résultat | 1     | 2     | 3     | 4     | 5     | Total Points |
| -------- | -------------------------------- | -------- | ----- | ----- | ----- | ----- | ----- | ------------ |
| 28.11.97 | Vasas Budapest - Dinamo Lugansk  | 0 - 3    | 11-15 | 4-15  | 5-15  | -     | -     | 20-45        |
| 29.11.97 | Gentofte Volley - Dinamo Lugansk | 0 - 3    | 5-15  | 5-15  | 10-15 | -     | -     | 20-45        |
| 30.11.97 | Gentofte Volley - Vasas Budapest | 3 - 2    | 5-15  | 15-13 | 15-13 | 14-16 | 15-12 | 64-69        |
| 30.11.97 | Dinamo Lugansk - AVC Orestias    | 0 - 3    | 5-15  | 6-15  | 3-15  | -     | -     | 14-45        |
| 28.11.97 | AVC Orestias - Gentofte Volley   | 3 - 1    | 15-9  | 15-2  | 15-17 | 15-0  | -     | 60-28        |
| 29.11.97 | AVC Orestias - Vasas Budapest    | 3 - 0    | 15-6  | 15-4  | 15-6  | -     | -     | 45-16        |

#### Tournoi 8
| # | Équipe               | Pts | J | G | P | Sp | Sc | Ratio | Pp  | Pc  | Ratio |
| - | -------------------- | --- | - | - | - | -- | -- | ----- | --- | --- | ----- |
| 1 | Szabolcs Nyiregyhaza | 6   | 3 | 3 | 0 | 9  | 0  | MAX   | 135 | 58  | 2.328 |
| 2 | Galatasaray Istanbul | 5   | 3 | 2 | 1 | 6  | 4  | 1.5   | 130 | 121 | 1.074 |
| 3 | Petrochema Dubova    | 4   | 3 | 1 | 2 | 4  | 6  | 0.667 | 123 | 118 | 1.042 |
| 4 | OK Bihac             | 3   | 3 | 0 | 3 | 0  | 9  | 0     | 44  | 135 | 0.326 |

| Date     | Match                                       | Résultat | Sets  | Sets  | Sets  | Sets  | Sets | Total Points |
| Date     | Match                                       | Résultat | 1     | 2     | 3     | 4     | 5    | Total Points |
| -------- | ------------------------------------------- | -------- | ----- | ----- | ----- | ----- | ---- | ------------ |
| 28.11.97 | Petrochema Dubova - OK Bihac                | 3 - 0    | 15-5  | 15-3  | 15-4  | -     | -    | 45-12        |
| 28.11.97 | Galatasaray Istanbul - Szabolcs Nyiregyhaza | 0 - 3    | 5-15  | 9-15  | 10-15 | -     | -    | 24-45        |
| 29.11.97 | OK Bihac - Szabolcs Nyiregyhaza             | 0 - 3    | 1-15  | 4-15  | 5-15  | -     | -    | 10-45        |
| 29.11.97 | Petrochema Dubova - Galatasaray Istanbul    | 1 - 3    | 16-14 | 11-15 | 15-17 | 12-15 | -    | 54-61        |
| 30.11.97 | Galatasaray Istanbul - OK Bihac             | 3 - 0    | 15-6  | 15-8  | 15-8  | -     | -    | 45-22        |
| 30.11.97 | Szabolcs Nyiregyhaza - Petrochema Dubova    | 3 - 0    | 15-9  | 15-5  | 15-10 | -     | -    | 45-24        |

#### Tournoi 9
| # | Équipe                   | Pts | J | G | P | Sp | Sc | Ratio | Pp  | Pc  | Ratio |
| - | ------------------------ | --- | - | - | - | -- | -- | ----- | --- | --- | ----- |
| 1 | Knack Roeselare          | 6   | 3 | 3 | 0 | 9  | 0  | MAX   | 135 | 60  | 2.25  |
| 2 | Esmoriz GC               | 5   | 3 | 2 | 1 | 6  | 3  | 2     | 111 | 80  | 1.388 |
| 3 | Volejbal Brno            | 4   | 3 | 1 | 2 | 3  | 6  | 0.5   | 99  | 120 | 0.825 |
| 4 | Moldavgidromash Kishinev | 3   | 3 | 0 | 3 | 0  | 9  | 0     | 50  | 135 | 0.37  |

| Date     | Match                                      | Résultat | Sets  | Sets  | Sets  | Sets | Sets | Total Points |
| Date     | Match                                      | Résultat | 1     | 2     | 3     | 4    | 5    | Total Points |
| -------- | ------------------------------------------ | -------- | ----- | ----- | ----- | ---- | ---- | ------------ |
| 28.11.97 | Esmoriz GC - Moldavgidromash Kishinev      | 3 - 0    | 15-5  | 15-1  | 15-4  | -    | -    | 45-10        |
| 28.11.97 | Volejbal Brno - Knack Roeselare            | 0 - 3    | 5-15  | 13-15 | 11-15 | -    | -    | 29-45        |
| 29.11.97 | Moldavgidromash Kishinev - Knack Roeselare | 0 - 3    | 2-15  | 5-15  | 3-15  | -    | -    | 10-45        |
| 29.11.97 | Esmoriz GC - Volejbal Brno                 | 3 - 0    | 15-6  | 15-11 | 15-8  | -    | -    | 45-25        |
| 30.11.97 | Knack Roeselare - Esmoriz GC               | 3 - 0    | 15-11 | 15-6  | 15-4  | -    | -    | 45-21        |
| 30.11.97 | Volejbal Brno - Moldavgidromash Kishinev   | 3 - 0    | 15-13 | 15-10 | 15-7  | -    | -    | 45-30        |

#### Tournoi 10
| # | Équipe                       | Pts | J | G | P | Sp | Sc | Ratio | Pp  | Pc  | Ratio |
| - | ---------------------------- | --- | - | - | - | -- | -- | ----- | --- | --- | ----- |
| 1 | Lube Macerata                | 6   | 3 | 3 | 0 | 9  | 0  | MAX   | 137 | 60  | 2.283 |
| 2 | Avtomobilist St. Petersbourg | 5   | 3 | 2 | 1 | 6  | 4  | 1.5   | 122 | 106 | 1.151 |
| 3 | Chênois Genève               | 4   | 3 | 1 | 2 | 3  | 6  | 0.5   | 97  | 121 | 0.802 |
| 4 | Prescon Tractorul Brasov     | 3   | 3 | 0 | 3 | 1  | 9  | 0.111 | 76  | 145 | 0.524 |

| Date     | Match                                                   | Résultat | Sets  | Sets  | Sets  | Sets | Sets | Total Points |
| Date     | Match                                                   | Résultat | 1     | 2     | 3     | 4    | 5    | Total Points |
| -------- | ------------------------------------------------------- | -------- | ----- | ----- | ----- | ---- | ---- | ------------ |
| 28.11.97 | Avtomobilist St. Pétersbourg - Prescon Tractorul Brasov | 3 - 1    | 15-6  | 15-8  | 10-15 | 15-6 | -    | 55-35        |
| 28.11.97 | Chênois Genève - Lube Macerata                          | 0 - 3    | 4-15  | 6-15  | 16-17 | -    | -    | 26-47        |
| 29.11.97 | Avtomobilist St. Pétersbourg - Chênois Genève           | 3 - 0    | 17-15 | 15-6  | 15-5  | -    | -    | 47-26        |
| 29.11.97 | Lube Macerata - Prescon Tractorul Brasov                | 3 - 0    | 15-7  | 15-3  | 15-4  | -    | -    | 45-14        |
| 30.11.97 | Prescon Tractorul Brasov - Chênois Genève               | 0 - 3    | 10-15 | 8-15  | 9-15  | -    | -    | 27-45        |
| 30.11.97 | Lube Macerata - Avtomobilist St. Pétersbourg            | 3 - 0    | 15-4  | 15-12 | 15-4  | -    | -    | 45-20        |

#### Tournoi 11
| # | Équipe                   | Pts | J | G | P | Sp | Sc | Ratio | Pp  | Pc  | Ratio |
| - | ------------------------ | --- | - | - | - | -- | -- | ----- | --- | --- | ----- |
| 1 | Caja Salamanca Y Soria   | 6   | 3 | 3 | 0 | 9  | 1  | 9     | 147 | 63  | 2.333 |
| 2 | KuPS-Volley Kuopio       | 5   | 3 | 2 | 1 | 7  | 3  | 2.333 | 132 | 86  | 1.535 |
| 3 | Lokomotiv-Olwest Kharkiv | 4   | 3 | 1 | 2 | 3  | 6  | 0.5   | 86  | 109 | 0.789 |
| 4 | Studenti Tirana          | 3   | 3 | 0 | 3 | 0  | 9  | 0     | 28  | 135 | 0.207 |

| Date     | Match                                             | Résultat | Sets  | Sets  | Sets | Sets  | Sets | Total Points |
| Date     | Match                                             | Résultat | 1     | 2     | 3    | 4     | 5    | Total Points |
| -------- | ------------------------------------------------- | -------- | ----- | ----- | ---- | ----- | ---- | ------------ |
| 28.11.97 | KuPS-Volley Kuopio - Lokomotiv-Olwest Kharkiv     | 3 - 0    | 15-10 | 15-9  | 15-5 | -     | -    | 45-24        |
| 28.11.97 | Caja Salamanca Y Soria - Studenti Tirana          | 3 - 0    | 15-1  | 15-1  | 15-2 | -     | -    | 45-4         |
| 29.11.97 | KuPS-Volley Kuopio - Studenti Tirana              | 3 - 0    | 15-1  | 15-3  | 15-1 | -     | -    | 45-5         |
| 29.11.97 | Lokomotiv-Olwest Kharkiv - Caja Salamanca Y Soria | 0 - 3    | 4-15  | 5-15  | 8-15 | -     | -    | 17-45        |
| 30.11.97 | Caja Salamanca Y Soria - KuPS-Volley Kuopio       | 3 - 1    | 15-12 | 12-15 | 15-5 | 15-10 | -    | 57-42        |
| 30.11.97 | Studenti Tirana - Lokomotiv-Olwest Kharkiv        | 0 - 3    | 2-15  | 8-15  | 9-15 | -     | -    | 19-45        |

#### Tournoi 12
| # | Équipe          | Pts | J | G | P | Sp | Sc | Ratio | Pp  | Pc  | Ratio |
| - | --------------- | --- | - | - | - | -- | -- | ----- | --- | --- | ----- |
| 1 | Alcom Capelle   | 6   | 3 | 3 | 0 | 9  | 5  | 1.8   | 193 | 137 | 1.409 |
| 2 | Uni Bern        | 5   | 3 | 2 | 1 | 8  | 6  | 1.333 | 171 | 174 | 0.983 |
| 3 | Floby Falköping | 4   | 3 | 1 | 2 | 6  | 7  | 0.857 | 153 | 173 | 0.884 |
| 4 | Stavbar Zilina  | 3   | 3 | 0 | 3 | 4  | 9  | 0.444 | 145 | 178 | 0.815 |

| Date     | Match                            | Résultat | Sets  | Sets  | Sets  | Sets  | Sets  | Total Points |
| Date     | Match                            | Résultat | 1     | 2     | 3     | 4     | 5     | Total Points |
| -------- | -------------------------------- | -------- | ----- | ----- | ----- | ----- | ----- | ------------ |
| 28.11.97 | Alcom Capelle - Floby Falköping  | 3 - 2    | 8-15  | 15-3  | 15-17 | 15-8  | 15-10 | 68-53        |
| 28.11.97 | Stavbar Zilina - Uni Bern        | 2 - 3    | 15-9  | 12-15 | 15-10 | 12-15 | 9-15  | 63-64        |
| 29.11.97 | Stavbar Zilina - Floby Falköping | 1 - 3    | 8-15  | 13-15 | 15-12 | 13-15 | -     | 49-57        |
| 29.11.97 | Uni Bern - Alcom Capelle         | 2 - 3    | 15-11 | 15-12 | 10-15 | 2-15  | 9-15  | 51-68        |
| 30.11.97 | Alcom Capelle - Stavbar Zilina   | 3 - 1    | 12-15 | 15-11 | 15-7  | 15-0  | -     | 57-33        |
| 30.11.97 | Floby Falköping - Uni Bern       | 1 - 3    | 15-11 | 5-15  | 10-15 | 13-15 | -     | 43-56        |

## Tour principal

### Final à quatre
|  | Demi-finales                              | Demi-finales                              |                        |   | Finale                      | Finale                      |
|  | Demi-finales                              | Demi-finales                              |                        |   | Finale                      | Finale                      |
|  |                                           |                                           |                        |   |                             |                             |
|  | 07.03.98, 6-15, 17-15, 15-4, 13-15, 15-12 | 07.03.98, 6-15, 17-15, 15-4, 13-15, 15-12 |                        |   | 08.03.98, 15-4, 15-12, 15-5 | 08.03.98, 15-4, 15-12, 15-5 |
|  | 07.03.98, 6-15, 17-15, 15-4, 13-15, 15-12 | 07.03.98, 6-15, 17-15, 15-4, 13-15, 15-12 |                        |   | 08.03.98, 15-4, 15-12, 15-5 | 08.03.98, 15-4, 15-12, 15-5 |
|  | Sisley Trévise                            | 3                                         |                        |   | 08.03.98, 15-4, 15-12, 15-5 | 08.03.98, 15-4, 15-12, 15-5 |
|  | Sisley Trévise                            | 3                                         |                        |   | 08.03.98, 15-4, 15-12, 15-5 | 08.03.98, 15-4, 15-12, 15-5 |
|  | Lube Macerata                             | 2                                         |                        |   | 08.03.98, 15-4, 15-12, 15-5 | 08.03.98, 15-4, 15-12, 15-5 |
|  | Lube Macerata                             | 2                                         | Sisley Trévise         | 3 |                             |                             |
|  | 07.03.98, 15-6, 15-9, 15-10               |                                           | Sisley Trévise         | 3 |                             |                             |
|  |                                           | Knack Roeselare                           | 0                      |   |                             |                             |
|  | Knack Roeselare                           | Knack Roeselare                           | 0                      | 3 |                             |                             |
|  | Knack Roeselare                           |                                           |                        | 3 |                             |                             |
|  | Jihostroj Ceske Budejovice                | 0                                         |                        |   |                             |                             |
|  | Jihostroj Ceske Budejovice                | 0                                         | Match pour la 3e place |   |                             |                             |
|  |                                           |                                           |                        |   |                             |                             |
|  | 08.03.98, 12-15, 15-9, 15-10, 15-7        |                                           |                        |   |                             |                             |
|  |                                           |                                           |                        |   |                             |                             |
|  | Lube Macerata                             | 3                                         |                        |   |                             |                             |
|  | Lube Macerata                             | 3                                         |                        |   |                             |                             |
|  | Jihostroj Ceske Budejovice                | 1                                         |                        |   |                             |                             |
|  | Jihostroj Ceske Budejovice                | 1                                         |                        |   |                             |                             |